# Maggie Stiefvater
Maggie Stiefvater (n. 18 noiembrie 1981, Harrisonburg⁠(d), Virginia, SUA) este o scriitoare americană de literatură pentru tineret. Este cel mai cunoscută pentru seriile ei de romane fantastice  The Wolves of Mercy Falls și The Raven Cycle. Locuiește în Virginia.
Romanul ei Frăția corbilor (2012) a fost nominalizat la Premiul Bram Stoker pentru cel mai bun roman pentru tineret.

## Lucrări scrise

### Romane

#### Books of Faerie
- Lament (2008)
- Ballad (2009)
- Requiem (TBD)

#### The Wolves of Mercy Falls
- Shiver (2009)
- Linger (2010)
- Forever (2011)
- Sinner (2014)

#### Frăția corbilor
- The Raven Boys (2012)
  - ro. Frăția corbilor, traducere Dan Doboș
- The Dream Thieves (2013)
  - ro. Hoții din vis, traducere Dan Doboș
- Blue Lily, Lily Blue (2014)
  - ro. Blue Lily, Lily Blue, traducere Dan Doboș
- The Raven King (2016)
  - ro. Regele Corb, traducere Dan Doboș
- Opal (2018)

#### The Dreamer Trilogy
- Call Down The Hawk (2019)
- TBD
- TBD

#### Alte romane
- The Scorpio Races (2011)
- Spirit Animals Book 2: Hunted (2014)
- Pip Bartlett's Guide to Magical Creatures - cu Jackson Pearce (2015)
- All the Crooked Saints (2017)

### Antologii
- The Curiosities: A Collection of Stories - cu Tessa Gratton și Brenna Yovanoff (2012)
- The Anatomy of Curiosity - cu Tessa Gratton și Brenna Yovanoff (2015)

### Ficțiune scurtă
- The Hounds of Ulster (2010)
- Non Quis, Sed Quid (2011)

### Romane grafice
- Swamp Thing: Twin Branches - cu artistul Morgan Beem (octombrie 2020)[9]